# Arga-Jurjach (affluente della Rossocha)
L'Arga-Jurjach (in russo рга-Юрях?), conosciuto anche come Argaa-Jurech, è un fiume della Russia siberiana orientale, componente di sinistra della Rossocha nel bacino dell'Alazeja. Scorre nel Srednekolymskij ulus della Sacha-Jakuzia.

## Descrizione
Formata alla confluenza dei fiumi Zeja e Taba-Bastaach che scorrono dal versante orientale della catena dei monti Ulachan-Sis, scorrendo successivamente in direzione mediamente sud-orientale e orientale nel vasto bassopiano della Kolyma, in un territorio disabitato, paludoso e interessato dal permafrost. Unendosi all'Ilin-Jurjach dà origine al fiume Rossocha. L'Arga-Jurjach ha una lunghezza di 312 km; l'area del suo bacino è di 5 600 km². Il suo maggior affluente è l'Aččygyj-Jurjach (lungo 126 km) proveniente dalla destra idrografica.
Il fiume gela, mediamente, da fine settembre - primi di ottobre a fine maggio - primi di giugno.